# Presidenti della Mauritania
I presidenti della Mauritania dal 1960 (data di indipendenza dalla Francia) ad oggi sono i seguenti.

## Lista
| N°                                                                 | Presidente                  | Presidente                  | Presidente                                                          | Partito                                                            | Elezione                    | Mandato                     | Mandato                     | Mandato                     |                             |
| N°                                                                 | Presidente                  | Presidente                  | Presidente                                                          | Partito                                                            | Elezione                    | Inizio                      | Fine                        | Durata in carica            |                             |
| Presidenti della Repubblica                                        | Presidenti della Repubblica | Presidenti della Repubblica | Presidenti della Repubblica                                         | Presidenti della Repubblica                                        | Presidenti della Repubblica | Presidenti della Repubblica | Presidenti della Repubblica | Presidenti della Repubblica | Presidenti della Repubblica |
| ------------------------------------------------------------------ | --------------------------- | --------------------------- | ------------------------------------------------------------------- | ------------------------------------------------------------------ | --------------------------- | --------------------------- | --------------------------- | --------------------------- | --------------------------- |
| 1                                                                  |                             |                             | Moktar Ould Daddah (1924 – 2003)                                    | Partito del Raggruppamento Mauritano, Partito del Popolo Mauritano | 1961, 1966, 1971, 1976      | 28 novembre 1960            | 10 luglio 1978              | 17 anni, 224 giorni         |                             |
| Presidenti del Comitato militare per la ripresa nazionale          |                             |                             |                                                                     |                                                                    |                             |                             |                             |                             |                             |
| 2                                                                  |                             |                             | Mustafa Ould Salek المصطفى ولد محمد السالك; (1936 – 2012)           | Militare                                                           | -                           | 10 luglio 1978              | 3 giugno 1979               | 328 giorni                  |                             |
| Presidenti del Comitato militare di salvezza nazionale             |                             |                             |                                                                     |                                                                    |                             |                             |                             |                             |                             |
| 3                                                                  |                             |                             | Mohamed Mahmoud Ould Louly محمد محمود ولد أحمد لولي; (1943 - 2019)  | Militare                                                           | -                           | 3 giugno 1979               | 4 gennaio 1980              | 215 giorni                  |                             |
| 4                                                                  |                             |                             | Mohamed Khouna Ould Haidalla محمد خونا ولد هيداله (1940)            | Militare                                                           | -                           | 4 gennaio 1980              | 12 dicembre 1984            | 4 anni, 343 giorni          |                             |
| 5                                                                  |                             |                             | Maaouya Ould Sid'Ahmed Taya معاوية ولد سيد أحمد الطايع (1941)       | Militare                                                           | -                           | 12 dicembre 1984            | 24 gennaio 1992             | 20 anni, 234 giorni         |                             |
| 5                                                                  | Presidenti della Repubblica |                             |                                                                     |                                                                    |                             |                             |                             | 20 anni, 234 giorni         |                             |
| 5                                                                  |                             |                             | Maaouya Ould Sid'Ahmed Taya معاوية ولد سيد أحمد الطايع (1941)       | Partito Repubblicano Democratico e Sociale                         | 1992, 1997, 2003            | 24 gennaio 1992             | 3 agosto 2005               | 20 anni, 234 giorni         |                             |
| Presidenti del Consiglio Militare per la Giustizia e la Democrazia |                             |                             |                                                                     |                                                                    |                             |                             |                             |                             |                             |
| 6                                                                  |                             |                             | Ely Ould Mohamed Vall إعلي ولد محمد فال; (1953 – 2017)              | Militare                                                           | A seguito di colpo di Stato | 3 agosto 2005               | 19 aprile 2007              | 1 anno, 259 giorni          |                             |
| Presidenti della Repubblica                                        |                             |                             |                                                                     |                                                                    |                             |                             |                             |                             |                             |
| 7                                                                  |                             |                             | Sidi Mohamed Ould Cheikh Abdallahi (1938 - 2020)                    | Indipendente                                                       | 2007                        | 19 aprile 2007              | 6 agosto 2008               | 1 anno, 109 giorni          |                             |
| Presidenti dell'Alto Consiglio di Stato                            |                             |                             |                                                                     |                                                                    |                             |                             |                             |                             |                             |
| 8                                                                  |                             |                             | Mohamed Ould Abdel Aziz محمد ولد عبد العزيز (1956)                  | Militare                                                           | A seguito di colpo di Stato | 6 agosto 2008               | 15 aprile 2009              | 252 giorni                  |                             |
| Presidenti della Repubblica                                        |                             |                             |                                                                     |                                                                    |                             |                             |                             |                             |                             |
| –                                                                  |                             |                             | Ba Mamadou Mbaré (1946 – 2013)                                      | Indipendente                                                       | Ad interim                  | 15 aprile 2009              | 5 agosto 2009               | 112 giorni                  |                             |
| 8                                                                  |                             |                             | Mohamed Ould Abdel Aziz محمد ولد عبد العزيز (1956)                  | Unione per la Repubblica                                           | 2009, 2014                  | 5 agosto 2009               | 1 agosto 2019               | 9 anni, 361 giorni          |                             |
| 9                                                                  |                             |                             | Mohamed Ould Ghazouani محمد ولد الشيخ محمد أحمد ولد الغزواني (1956) | Unione per la Repubblica                                           | 2019, 2024                  | 1º agosto 2019              | in carica                   |                             |                             |
| 9                                                                  | El-Insaf                    |                             | Mohamed Ould Ghazouani محمد ولد الشيخ محمد أحمد ولد الغزواني (1956) |                                                                    | 2019, 2024                  | 1º agosto 2019              | in carica                   |                             |                             |